# Mont-Cauvaire
Pour les articles homonymes, voir Mont.
Mont-Cauvaire est une commune française située dans le département de la Seine-Maritime, en région Normandie.

## Géographie
| Clères        |               | Authieux-Ratiéville |
| Anceaumeville | Mont-Cauvaire |                     |
| Montville     |               | Fontaine-le-Bourg   |

### Hydrographie
La commune est située dans le bassin Seine-Normandie. Elle n'est drainée par aucun cours d'eau,.

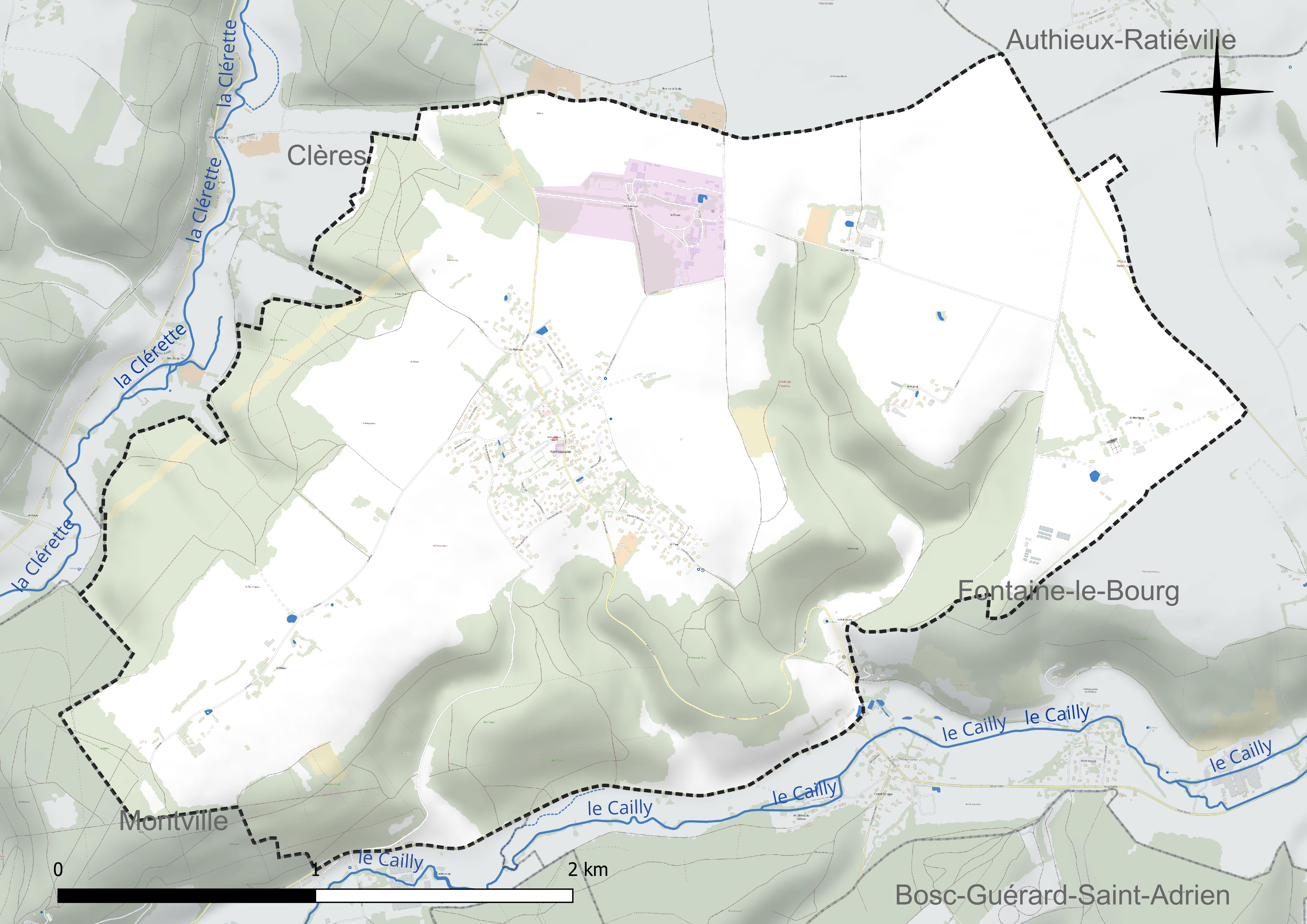
Réseau hydrographique de Mont-Cauvaire.

### Climat
Pour des articles plus généraux, voir Climat de la Normandie et Climat de la Seine-Maritime.
En 2010, le climat de la commune est de type climat océanique dégradé des plaines du Centre et du Nord, selon une étude du CNRS s'appuyant sur une série de données couvrant la période 1971-2000. En 2020, Météo-France publie une typologie des climats de la France métropolitaine dans laquelle la commune est exposée à un climat océanique et est dans la région climatique Côtes de la Manche orientale, caractérisée par un faible ensoleillement (1 550 h/an) ; forte humidité de l’air (plus de 20 h/jour avec humidité relative > 80 % en hiver), vents forts fréquents. Parallèlement le GIEC normand, un groupe régional d’experts sur le climat, différencie quant à lui, dans une étude de 2020, trois grands types de climats pour la région Normandie, nuancés à une échelle plus fine par les facteurs géographiques locaux. La commune est, selon ce zonage, exposée à un « climat maritime », correspondant au Pays de Caux, frais, humide et pluvieux, légèrement plus frais que dans le Cotentin.
Pour la période 1971-2000, la température annuelle moyenne est de 10 °C, avec une amplitude thermique annuelle de 14 °C. Le cumul annuel moyen de précipitations est de 873 mm, avec 13,3 jours de précipitations en janvier et 8,7 jours en juillet. Pour la période 1991-2020, la température moyenne annuelle observée sur la station météorologique la plus proche, située sur la commune de Rouen à 14 km à vol d'oiseau, est de 12,6 °C et le cumul annuel moyen de précipitations est de 817,9 mm,. Pour l'avenir, les paramètres climatiques de la commune estimés pour 2050 selon différents scénarios d'émission de gaz à effet de serre sont consultables sur un site dédié publié par Météo-France en novembre 2022.

## Urbanisme

### Typologie
Au 1er janvier 2024, Mont-Cauvaire est catégorisée bourg rural, selon la nouvelle grille communale de densité à sept niveaux définie par l'Insee en 2022.
Elle est située hors unité urbaine. Par ailleurs la commune fait partie de l'aire d'attraction de Rouen, dont elle est une commune de la couronne,. Cette aire, qui regroupe 317 communes, est catégorisée dans les aires de 200 000 à moins de 700 000 habitants,.

### Occupation des sols
L'occupation des sols de la commune, telle qu'elle ressort de la base de données européenne d’occupation biophysique des sols Corine Land Cover (CLC), est marquée par l'importance des territoires agricoles (59,1 % en 2018), une proportion identique à celle de 1990 (59,1 %). La répartition détaillée en 2018 est la suivante : 
terres arables (39,5 %), forêts (37,7 %), prairies (19,6 %), zones urbanisées (3,2 %). L'évolution de l’occupation des sols de la commune et de ses infrastructures peut être observée sur les différentes représentations cartographiques du territoire : la carte de Cassini (XVIIIe siècle), la carte d'état-major (1820-1866) et les cartes ou photos aériennes de l'IGN pour la période actuelle (1950 à aujourd'hui).

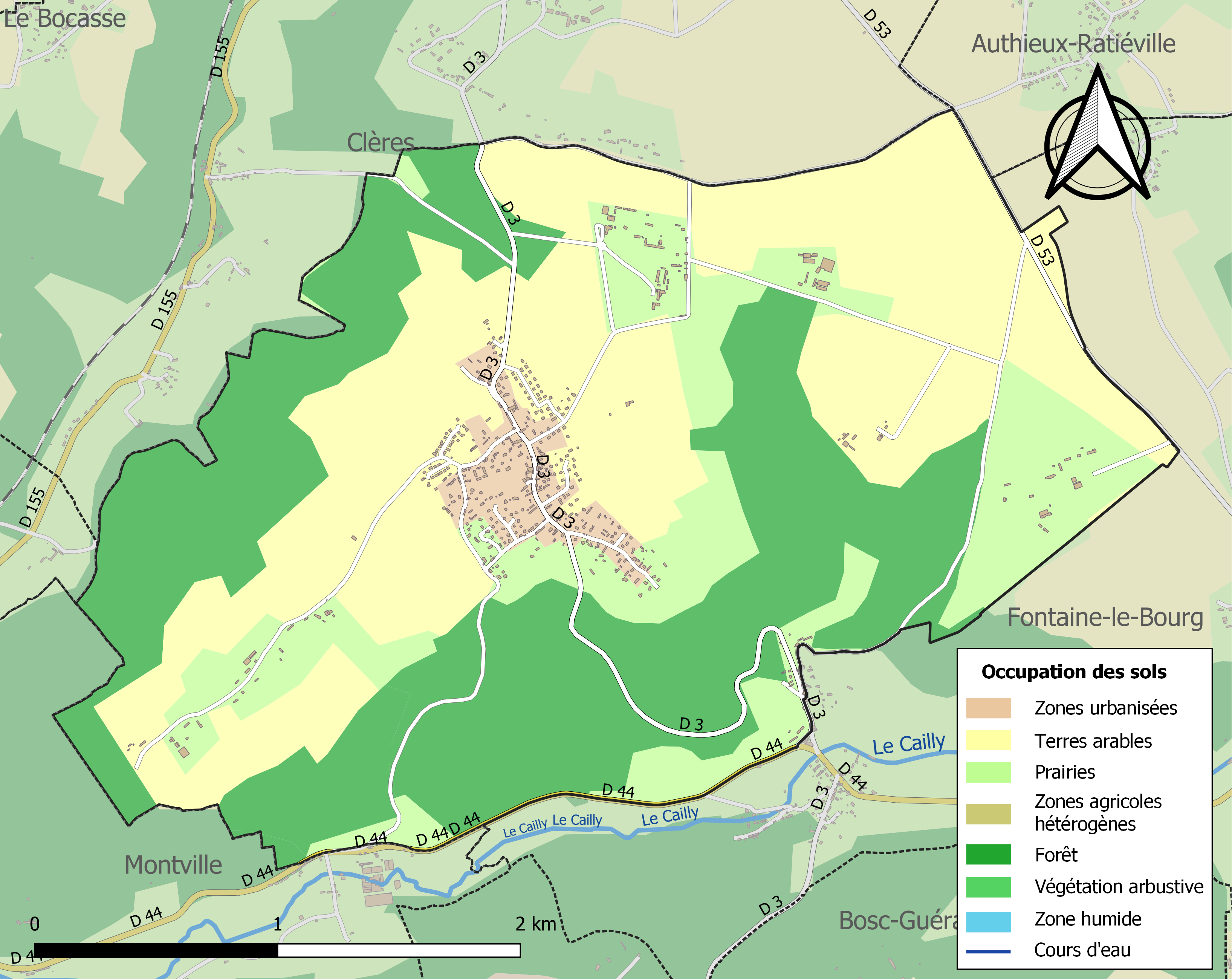
Carte des infrastructures et de l'occupation des sols de la commune en 2018 (CLC).

## Toponymie
Le nom de la localité est attesté sous la forme Monte Calvarii en 1251.
Le « mont du calvaire ».

## Politique et administration
| Période                                  | Période                    | Identité                  | Étiquette   | Qualité                                                        |
| ---------------------------------------- | -------------------------- | ------------------------- | ----------- | -------------------------------------------------------------- |
| Les données manquantes sont à compléter. |                            |                           |             |                                                                |
| 1888                                     | 1893                       | Jean Daliphard            |             |                                                                |
| 1913                                     | 1916                       | Robert Homais             | Républicain | Avocat                                                         |
| 1925                                     |                            | Desmarets                 |             |                                                                |
| 1933                                     | 1940                       | P. Alexandre              |             |                                                                |
| Les données manquantes sont à compléter. |                            |                           |             |                                                                |
| mars 2001                                | mai 2020                   | Emmanuel de Bailliencourt | MPF         |                                                                |
| mai 2020                                 | En cours (au 10 août 2020) | Stéphanie Lambard         | Horizons    | Professeure de français Suppléante du député LREM Xavier Batut |

## Démographie
L'évolution du nombre d'habitants est connue à travers les recensements de la population effectués dans la commune depuis 1793. Pour les communes de moins de 10 000 habitants, une enquête de recensement portant sur toute la population est réalisée tous les cinq ans, les populations de référence des années intermédiaires étant quant à elles estimées par interpolation ou extrapolation. Pour la commune, le premier recensement exhaustif entrant dans le cadre du nouveau dispositif a été réalisé en 2004.

En 2022, la commune comptait 883 habitants, en évolution de +27,79 % par rapport à 2016 (Seine-Maritime : +0,35 %, France hors Mayotte : +2,11 %).
| 1793 | 1800 | 1806 | 1821 | 1831 | 1836 | 1841 | 1846 | 1851 |
| ---- | ---- | ---- | ---- | ---- | ---- | ---- | ---- | ---- |
| 420  | 435  | 410  | 367  | 398  | 405  | 427  | 415  | 433  |

| 1856 | 1861 | 1866 | 1872 | 1876 | 1881 | 1886 | 1891 | 1896 |
| ---- | ---- | ---- | ---- | ---- | ---- | ---- | ---- | ---- |
| 412  | 416  | 423  | 407  | 375  | 372  | 380  | 397  | 410  |

| 1901 | 1906 | 1911 | 1921 | 1926 | 1931 | 1936 | 1946 | 1954 |
| ---- | ---- | ---- | ---- | ---- | ---- | ---- | ---- | ---- |
| 386  | 451  | 482  | 546  | 527  | 489  | 419  | 354  | 507  |

| 1962 | 1968 | 1975 | 1982 | 1990 | 1999 | 2004 | 2006 | 2009 |
| ---- | ---- | ---- | ---- | ---- | ---- | ---- | ---- | ---- |
| 411  | 451  | 471  | 557  | 603  | 566  | 600  | 607  | 620  |

| 2014 | 2019 | 2022 | - | - | - | - | - | - |
| ---- | ---- | ---- | - | - | - | - | - | - |
| 637  | 840  | 883  | - | - | - | - | - | - |

## Culture locale et patrimoine

### Lieux et monuments
- L'église Saint-Martin[22] : elle se substitue à celle du XVIe siècle, jugée trop vétuste. Sous l'impulsion du maire J. Daliphard, du curé Chalot et du président du conseil de fabrique Homais, la première pierre est posée le 29 juillet 1888 par l'abbé Margueritte, vicaire général. Elle est achevée l'année suivante, elle est l'œuvre de l'architecte Eugène Barthélemy[23].
- Monument aux morts (1921).
- Château de Rombosc[24], du XVIIe siècle. Inscrit aux Monuments historiques depuis 1932.
- Colombier de l'ancien château du Fossé[25] (ancien Collège de Normandie). Inscrit aux Monuments historiques depuis 1977.
- Chapelle de l'ancien collège de Normandie[26] (1930),  Inscrit MH (1975), lieu-dit le Fossé. Inscrite aux Monuments historiques depuis 1975. Chapelle construite en 1930 sur des plans de l'architecte rouennais Pierre Chirol. Cette chapelle œcuménique comporte cinq grandes rosaces en béton armé. Elle fut inaugurée en 1931 par André de La Villerabel, archevêque de Rouen. Le collège de Normandie a été fondé en 1901 pour l'éducation des garçons, dans le cadre du mouvement Éducation nouvelle. Il s'agissait d'un collège privé comportant un internat dont le fonctionnement était inspiré par celui des collèges anglais. L'enseignement en était tourné vers les sports et l'apprentissage des langues. Cet établissement a fonctionné jusqu'en 1940. Occupés par les Allemands pendant la guerre, les bâtiments furent ensuite repris par l'École des Roches, avant de devenir un institut médico-éducatif. La propriété comportait, à proximité du colombier, un petit château de style Directoire, le château du Fossé, aujourd'hui disparu.

### Patrimoine naturel

#### Site inscrit
- Le parc de l'ancien collège de Normandie[27],  Site inscrit (1976)[28]

### Personnalités liées à la commune
- Zdzisław Milner (1887-1965), poète et traducteur, a vécu à Mont-Cauvaire.
- Max Milner (1923-2008), critique littéraire, fils du précédent, est né à Mont-Cauvaire.

### Héraldique
| Armes de Mont-Cauvaire | Les armes de la commune de Mont-Cauvaire se blasonnent ainsi : de gueules aux deux fasces ondées abaissées d’argent, au mont de trois coupeaux du même ombrés de sable, mouvant de la pointe brochant sur les fasces, surmonté d’un léopard d’or armé aussi d’argent, lampassé de gueules, tenant une croisette latine aussi de sable en bande. Les deux léopards d'or sur champ de gueules rappellent les armes de la Normandie. |